# 石恪

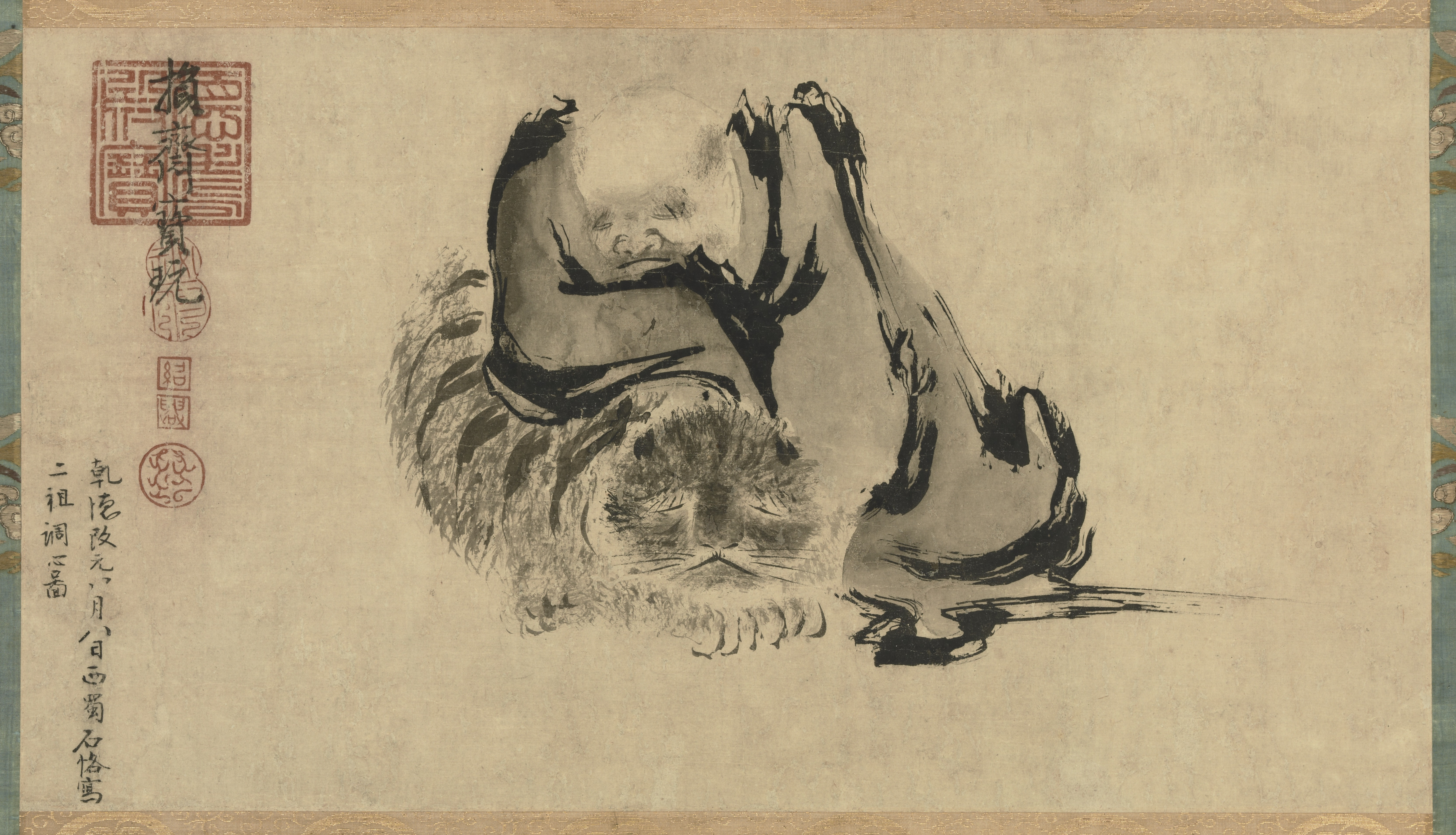
《二祖調心圖》

石恪，生卒年不詳，字子專，蜀成都人，中國五代畫家。創作活動活躍於五代末至北宋初。性情豪放不羈，滑稽玩世。擅繪佛道、人物、鬼神，作品人物形象多作丑怪奇詭之狀，筆墨縱逸不拘成法，他運用作品中的古僻人物形象來侮弄嘲諷豪門權貴。傳世作品有《二祖調心圖》等。

## 作品
《二祖調心圖》，藏於日本東京國立博物館
《應真畫像》軸，藏於台灣台北國立故宮博物院